# 布朗定理
布朗定理是一个数论中的定理，由挪威数学家维戈·布朗在1919年以篩法证明，而他為了證明此定理所開發的篩法即所謂的布朗篩法。
设P(x)为满足p ≤ x的素数数目，使得p + 2也是素数（也就是说，P(x)是孪生素数的数目）。那么，对于x ≥ 3，我们有：
{\displaystyle P(x)<c{\frac {x}{(\log x)^{2}}}(\log \log x)^{2}}
其中c是某个常数。 
从这个结果可以推出，所有孪生素数的倒数之和收敛；也就是说，以下的级数
{\displaystyle \sum \limits _{p\,:\,p+2\in \mathbb {P} }{\left({{\frac {1}{p}}+{\frac {1}{p+2}}}\right)}=\left({{\frac {1}{3}}+{\frac {1}{5}}}\right)+\left({{\frac {1}{5}}+{\frac {1}{7}}}\right)+\left({{\frac {1}{11}}+{\frac {1}{13}}}\right)+\cdots }
是收敛的，它的值称为布朗常数。假如它是发散的，那么就可以推出孪生素数有无穷多个；但现在它收敛，我们就仍然不知道孪生素数是否有无穷多个。